# SN 1972T
SN 1972T – niepotwierdzona supernowa odkryta w marcu 1972 roku w galaktyce MCG +05-32-01. W momencie odkrycia miała maksymalną jasność 14,00m.